# کارل لوه
کارل لوه (انگلیسی: Carl Loewe; ۳۰ نوامبر ۱۷۹۶ – ۲۰ آوریل ۱۸۶۹) یک آهنگساز اهل آلمان بود.